# Jutta Verkest
Jutta Verkest (Mechelen, 11 oktober 2005) is een Belgische gymnaste.

## Levensloop
In april 2021 behaalde ze een tiende plaats in finale van de allround op de Europese kampioenschappen te Bazel. Begin juli 2021 werd bekend dat Verkest deel zou uitmaken van de Belgische selectie voor de Olympische Spelen te Tokio. Met haar 15 jaar is ze de jongste Belgische deelneemster.

## Palmares

### Senior
| Jaar | Wedstrijd         | All around | All around | Onderdeel | Onderdeel | Onderdeel | Onderdeel |
| Jaar | Wedstrijd         | Indiv.     | Team       |           |           |           |           |
| ---- | ----------------- | ---------- | ---------- | --------- | --------- | --------- | --------- |
| 2022 | WK                | 40e        | 11e        |           | 85e       | 46e       | 63e       |
| 2022 | EK                |            |            |           | 11e       |           | 29e       |
| 2021 | Olympische Spelen | 23e        | 8          |           | 19e       | 33e       | 31e       |
| 2021 | EK                | 10e        |            |           | 81e       | 30e       | 18e       |